# М-401
М-401 — советский судовой поршневой 12-цилиндровый V-образный четырёхтактный дизельный двигатель водяного охлаждения, созданный на основе атмосферного дизеля М400 путем введения в конструкцию дизеля газотурбинного агрегата, позволившего увеличить удельную мощность с 800 до 1000 л. с. при оборотах максимальной мощности. Является конвертированной версией авиационного дизеля М-40.

## История создания и производства
В СССР в условиях слаборазвитой нефтехимической промышленности не хватало качественного высокооктанового  бензина, в первую очередь авиационного. Поэтому дизельный двигатель, работающий на газойле или керосине, мог явить собой действенное решение многих проблем, связанных с моторизацией всего народного хозяйства, и в первую очередь — вооружённых сил (в качестве силовой установки танков и самолётов).
В 1931 году в план опытных работ по авиационному моторостроению на 1932—1933 годы включили работы по шести дизельным двигателям, получивших обозначения от Н-1 до Н-6. Двигатель Н-1 (АН-1) изготовили летом 1933 года. В ноябре 1935 года АН-1 прошёл госиспытания. Начиная с 1936 года проектировался усовершенствованный вариант двигателя АН-1 с редуктором и турбонаддувом, получивший обозначение АН-1РТК. Этот двигатель очень долго доводился, что повлекло репрессии по отношению к ответственным лицам. В 1938 году А. Д. Чаромский, руководивший работами по созданию авиационного дизельного двигателя АН-1, и ряд других сотрудников ЦИАМ были арестованы по 58-й статье, осуждены на 10 лет, и как «враги народа» продолжили свою трудовую деятельность в «шарашке» — ОКБ НКВД (ОТБ-82 или «Тушинская шарага»). Работы над АН-1 продолжил вести заместитель А. Д. Чаромского инженер В. М. Яковлев. В 1940 году модификация АН-1РТК была переименована в М-40.
Опытный образец М-40 в первый раз был предъявлен на госиспытания в мае 1940 года, но испытания не выдержал. С весны 1940 года производство М-40 осваивал Кировский завод (Ленинград). За первую половину 1941 года он изготовил 58 экземпляров М-40. Производство двигателей М-40 прекратили осенью 1941 года.
АЧ-30Б — советский дизельный авиационный двигатель, разработанный под руководством Алексея Дмитриевича Чаромского, дальнейшее развитие первого отечественного авиационного дизельного двигателя АН-1 (авиационный нефтяной). Разработан в 1939—1942 годах. За период с 1942 по 1946 годы на «ММП имени В. В. Чернышева» изготовлено около 900 двигателей различных модификаций.
М400 — конвертированная в судовой, авиационная модификация дизельного двигателя М-40, которая с 1961 года производится на заводе «Звезда» до сегодняшнего дня.

## Конструкция
М-401 представляет собой V-образный 12-цилиндровый четырёхтактный двигатель жидкостного охлаждения. Наддув в модификации М-401 обеспечивается газотурбинным агрегатом, использующем для работы выхлопные газы, с приводом на два турбокомпрессора. В качестве топлива используется дизельное топливо. Цилиндры двигателя имеют большие размеры (диаметр 180 мм, ход поршня 200 мм), и высокую степень сжатия = 13,5. Масса двигателя — 1170 кг.
Конструкция дизельного двигателя устаревшая, 1930-х годов, а потому не очень долговечная и надёжная. Дальнейшее совершенствование дизелей семейства М-400 заходит в тупик в связи с несовершенством конструкции и большим объёмом (61 литр).

## Технические характеристики
М-401 выдавали 1000 л. с. при 1550 об/мин, в то время как его предшественник — атмосферный М-400 — выдавал всего 800 л. с. при 1600 об/мин (хотя М-400 мог выдать и 1100 л. с. при 1800 об/мин в течение непродолжительгого времени).
В связи с установкой газотурбинного силового агрегата на дизель он был ограничен в частоте максимального вращения коленвала, так как потреблял больше горючего. В то же время увеличился часовой расход смазочного масла, который составил 6 литров в час, что объяснялось устаревшей конструкцией маслосъёмных колец, колпачков и более тяжёлым тепловым режимом турбодизеля, поршни также стали страдать повышенной температурой, особенно в передней приподнятой части турбодизеля, что вело к сокращению моторесурса ЦПГ.

## Варианты прототипа двигателя М-40
- М50-Т — задросселированный вариант АЧ-30 с турбонаддувом для торпедных катеров мощностью 1050 л. с. Применялся также на первых сериях речных судов «Заря» и «Ракета».
- ТД-30Б — танковый дизельный двигатель разработан в 1946—1947 годах на основе АЧ-30Б. Прошёл успешные стендовые и ходовые испытания на танках «КВ». Внедрён в серийное производство в 1948 году. Изготовлено более 500 двигателей ТД-30Б.
- М-850 — модификация М50-Т мощностью 1090 л. с. для опытного тяжёлого танка Объект 277.
- М400 мощностью 800 л. с. и М-401 (с турбонаддувом) мощностью 1000 л. с. устанавливались на скоростных судах «Заря», «Ракета», «Восход», «Метеор», «Комета».

## Модификации
Известны следующие варианты двигателя:
- М-417, серийный вариант, номинальная мощность — 1100 л. с., вес 1150 кг.
- М-423, серийный вариант, номинальная мощность — 1100 л. с., вес 1150 кг.

## Применение
- М401 (с турбонаддувом) мощностью 1000 л. с. при 1550 об/мин, устанавливались на скоростных судах «Заря, «Ракета», «Восход», «Метеор», «Полесье».